# Сукумбиос
Сукумбиос (исп. Sucumbíos) — провинция на северо-востоке Эквадора. Площадь оставляет 18 328 км², население — 176 472 чел. (2010). Административный центр — город Нуэва-Лоха.

## География
На севере граничит с Колумбией, на востоке — с Перу, на юге — с эквадорскими провинциями Напо и Орельяна, на западе — с провинциями Карчи и Имбабура, на юго-западе — с Пичинча. Сукумбиос — одна из шести провинций Эквадора, расположенных а бассейне Амазонки.
Западная часть провинции принадлежит к предгорьям восточных Анд, где и берут начало большинство рек Сукумбиоса. Высшая точка провинции — действующий вулкан Ревентадор. Восточная часть провинции — равнинная, плоская, отличается высокими средними температурами на протяжении всего года. Крупнейшие реки: Агуарико, Напо, Путумайо и Кока.

## История
До открытия в недрах провинции нефти, Сукумбиос был неисследованным регионом, где жили лишь коренные индейские народы. В 1979 году, через 9 лет после основания, Нуэва-Лоха становится центром кантона в провинции Напо. В 1989 году Сукумбиос становится 21-й провинцией Эквадора. Месторождения нефти и сегодня делают провинцию очень важной для экономики страны в целом.

## Административное деление

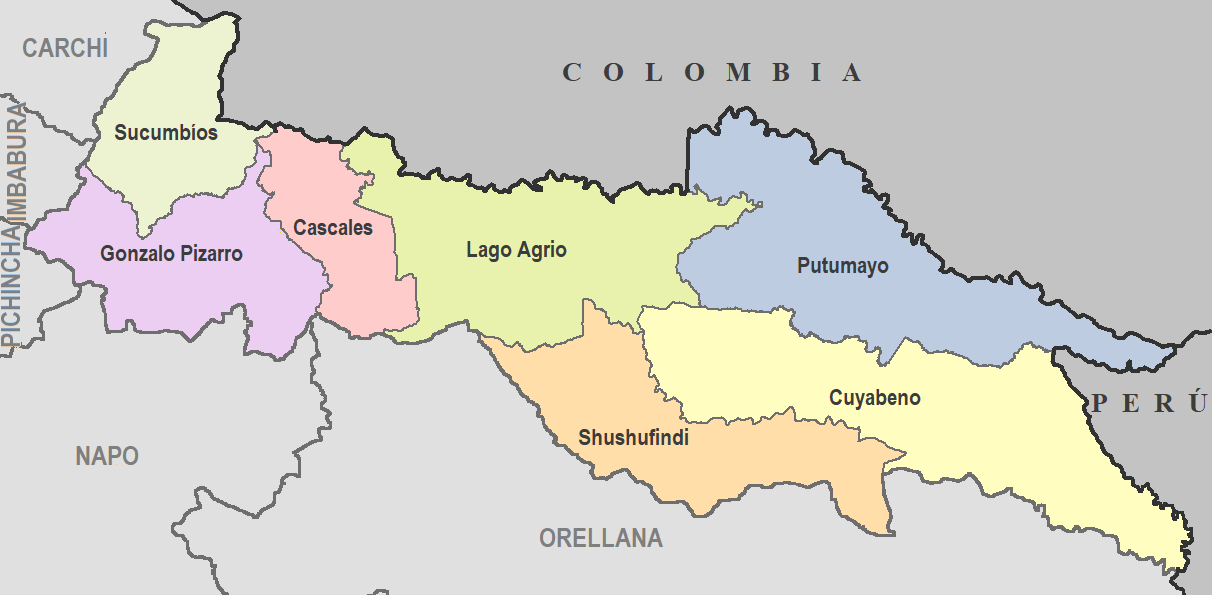
Кантоны провинции Сукумбиос.

В административном отношении провинция подразделяется на 7 кантонов:
| № | Флаг | Кантон                            | Население, чел. (2010) | Административный центр                                       |
| - | ---- | --------------------------------- | ---------------------- | ------------------------------------------------------------ |
| 1 |      | Каскалес (Cascales)               | 11 104                 | Эль-Дорадо-де-Каскалес (El Dorado de Cascales)               |
| 2 |      | Куйабено (Cuyabeno)               | 7 133                  | Тарапоа (Tarapoa)                                            |
| 3 |      | Гонсало-Писарро (Gonzalo Pizarro) | 8 599                  | Лумбаки (Lumbaquí)                                           |
| 4 |      | Лаго-Агрио (Lago Agrio)           | 91 744                 | Нуэва-Лоха (Nueva Loja)                                      |
| 5 |      | Путумайо (Putumayo)               | 10 174                 | Пуэрто-эль-Кармен-де-Путумайо (Puerto El Carmen de Putumayo) |
| 6 |      | Шушуфинди (Shushufindi)           | 44 328                 | Шушуфинди (Shushufindi)                                      |
| 7 |      | Сукумбиос (Sucumbíos)             | 3 390                  | Ла-Бонита (La Bonita)                                        |